# Emil Constantinescu
Emil Constantinescu (n. 19 noiembrie 1939, Tighina, România) este un politician și geolog român care a fost președinte al României între 1996 și 2000. Din 1966 este cadru didactic al Facultății de Geologie a Universității din București.
După Revoluția Română din 1989, Emil Constantinescu a devenit membru fondator și vicepreședinte al Alianței Civice (AC). De asemenea, a fost președinte interimar al Forumului Democrat Antitotalitar Român, prima structură asociativă a opoziției democratice în România post-1989, care ulterior a fost transformată într-o alianță politică și electorală de centru-dreapta cunoscută sub numele de Convenția Democrată Română (CDR). În anii 2000, Constantinescu a fost și președinte al Partidului Acțiunea Populară (AP), până la fuziunea acestuia cu Partidul Național Liberal (PNL) în 2008. În prezent, Emil Constantinescu se implică doar într-o măsură limitată în politica românească.

## Tinerețe și educație
Emil Constantinescu s-a născut la 19 noiembrie 1939 în Tighina, județul Tighina (astăzi, Republica Moldova). 
Mama sa, Maria Georgeta Colceag, s-a născut în Ploiești la 24 aprilie 1916 și, după absolvirea liceului, a fost studentă la Conservatorul din București la clasă de harpă, dar a renunțat la cariera în domeniul muzicii pentru a-și urma soțul, Ion Constantinescu.
Acesta era originar din Oltenia, avea 8 frați, iar după ce a devenit inginer agronom a fost repartizat în Basarabia. Sora sa, Marina, s-a născut în 1942, iar în 1946 s-a născut fratele lui, Cristian.
În 1943, familia Constantinescu se stabilește în satul Brădetu, județul Argeș. A fost elev al liceului „Nicolae Bălcescu” din Pitești (actual Colegiu I.C. Bratianu), absolvind la data de 19 iulie 1956. 
După liceu s-a înscris la Facultatea de Drept a Universitatea din București, absolvind în 1960 cu diplomă în Științe Juridice. După îndeplinirea stagiului militar la Piatra Neamț, își începe activitatea ca judecător stagiar la Tribunalul Regional Pitești, secția economică.
Datorită climatului politic, renunță la acest post și devine student la Facultatea de Geologie – Geografie în perioada 1961–1966, unde își începe cariera universitară de profesor. A fost ales prorector în perioada 1990–1992 și rector în perioada 1992–1996 la Universitatea din București.
În 1963, s-a căsătorit cu Nadia Ileana, juristă, care i-a fost colegă la Facultatea de Drept din București. Cei doi au 2 copii: Norina și Dragoș.

## Carieră politică (1990–1996)
După căderea dictaturii comuniste (în urma Revoluției Române din decembrie 1989), s-a angajat împreună cu colegi universitari și intelectuali reputați în efortul de democratizare a României, în apărarea drepturilor și libertăților fundamentale ale omului, în constituirea societății civile. A fost una dintre personalitățile care au protestat împotriva acțiunilor antidemocratice ale noilor autorități în cadrul unui miting de 42 de zile, în aprilie–mai 1990, în Piața Universității din București. După violențele sângeroase comise de minerii care, la chemarea președintelui de atunci, au invadat Bucureștiul în iunie 1990, a fondat împreună cu colegii săi, profesori și studenți, asociația Solidaritatea Universitară. A fost de asemenea membru – fondator și vicepreședinte al Alianței Civice (1990), cea mai importantă organizație neguvernamentală din țară și președinte al Academiei Civice. Aceste asociații s-au alăturat partidelor democratice din opoziție și au format împreună Convenția Democratică din România – CDR (1991). La propunerea Solidarității Universitare, susținută de Alianța Civică, Emil Constantinescu a fost desemnat candidatul CDR în alegerile prezidențiale din 1992. A intrat în al doilea tur de scrutin și a obținut 38% din voturi în confruntarea cu președintele în funcție. După această primă experiență politică importantă, CDR l-a ales, în 1992, președintele său și candidat unic pentru alegerile prezidențiale din 1996. A continuat să acționeze pentru a întări opoziția democratică.

## Președinție (1996–2000)

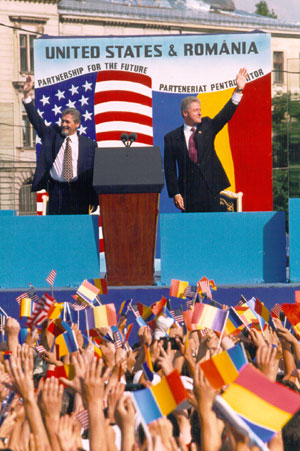
Constantinescu și Bill Clinton pe 11 iulie 1997

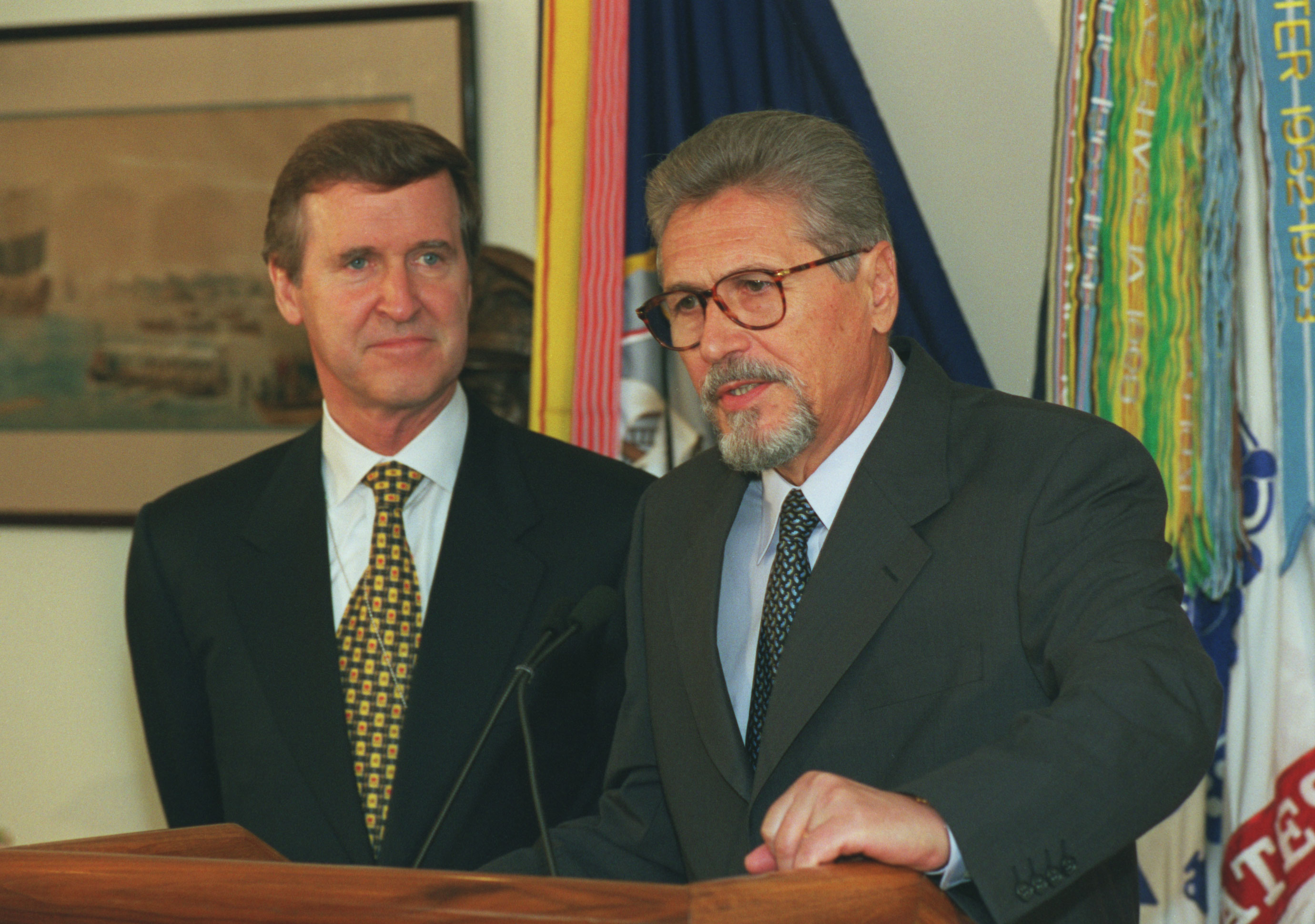
Constantinescu împreună cu secretarul american al Apărării, William Cohen, într-o vizită oficială la Pentagon, în Statele Unite, iulie 1998

În 1996, CDR a câștigat alegerile locale și parlamentare iar Emil Constantinescu a fost ales prin vot direct (cu peste 7 milioane de voturi) Președintele României, pentru un mandat de patru ani. În perioada mandatului său prezidențial (1996–2000), România s-a angajat într-un larg proces de reformă în economie, justiție și administrație. Guvernul de coaliție format de CDR împreună cu Uniunea Democrată Maghiară din România (UDMR/RMDSZ) și Uniunea Social Democrată a accelerat privatizarea și restructurarea industriei de stat. S-au adoptat legea de restituire a terenurilor agricole și pădurilor confiscate de regimul comunist, legea de acces la dosarele întocmite de poliția politică a fostului Departament de Securitate, legea bugetelor locale, legile de combatere a corupției și a spălării banilor. Au fost modificate și completate legea administrației locale, Codul penal, garanțiile pentru respectarea drepturilor omului în procesele penale și civile. Ca mediator între autoritățile statului, Președintele Constantinescu a reușit să solidarizeze forțele politice și societatea civilă în depășirea unor momente de criză guvernamentală, parlamentară și socială, în soluționarea unor probleme esențiale privind regimul juridic al proprietății, atitudinea României față de Războiul din Kosovo și acordarea dreptului de survol pentru forțele aviatice ale NATO.
Președintele Constantinescu a reprezentat țara la principalele reuniuni la vârf care au avut ca rezultate nominalizarea României pe primul loc al celui de al doilea val de extindere a Organizația Tratatului Atlanticului de Nord (NATO) (Madrid, 1997; Washington, 1999); începerea negocierilor de aderare la Uniunea Europeană (Helsinki, 1999); obținerea președinției Organizația pentru Securitate și Cooperare în Europa (OSCE) pentru anul 2001 și intrarea în troica OSCE începând cu 2000. 
Președintele Constantinescu a îndreptat în mod hotărât țara spre intrarea în NATO și UE, a lansat mari proiecte de dezvoltare a infrastructurii „România la Răscruce”, a promovat sistemul de transport al petrolului și gazelor din Asia Centrală în Europa Centrală (conducta Constanța-Trieste). 
Au fost substanțial îmbunătățite relațiile bilaterale de colaborare cu alte state, precum și cooperarea trilaterală cu țări învecinate din Europa Centrală și de Sud – Est.  Considerând că, înainte de a fi un an electoral, 2000 era un an decisiv pentru susținerea candidaturii României pentru integrarea în NATO și începerea negocierilor cu Uniunea Europeană, Președintele Constantinescu a decis să evite orice conotație electorală a acțiunilor sale și să nu candideze în alegerile prezidențiale pentru un nou mandat. A reușit să medieze și să obțină semnarea Strategiei naționale de dezvoltare economică pe termen mediu de către toate partidele parlamentare. A decis să-și asume costul politic al nerealizărilor administrației în direcția creșterii nivelului de trai al populației și a combaterii corupției, propunând coaliției guvernamentale să susțină candidatura independentă la Președinție a unui tehnocrat, primul ministru al guvernului în funcție care realiza în același an prima creștere sănătoasă și durabilă a economiei românești.
Pe 17 iulie 2000, președintele Emil Constantinescu a anunțat într-un discurs televizat că se retrage din cursa pentru un nou mandat prezidențial. Decizia a luat prin surprindere conducerile partidelor și ale organizațiilor civice din cadrul Convenției Democratice din România, care nu au fost consultate în prealabil.
Unul din ultimele gesturi făcute în calitate de președinte al României a fost grațierea lui Ion Coman, cel care condusese reprimarea revoluției din 1989 la Timișoara (73 morți).

## După președinție (2000–prezent)

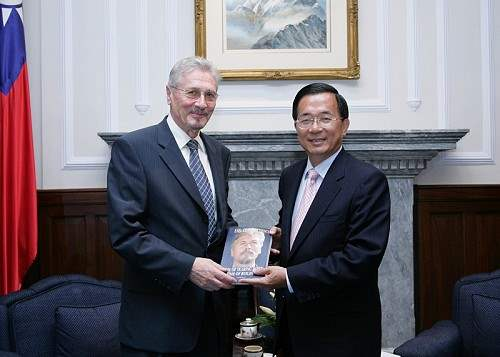
Constantinescu într-o întâlnire cu președintele taiwanez Chen Shui-bian în ianuarie 2008

În decembrie 2000, Emil Constantinescu și-a reluat îndatoririle universitare și demersurile pentru consolidarea rolului organizațiilor neguvernamentale ca președinte al Asociației pentru Educație Cetățenească, al Fundației Române pentru Democrație și președinte – fondator al Institutului pentru Cooperare Regională și Prevenirea Conflictelor.
Din 2001 este membru fondator și membru în Comitetul director al Clubului Politic Balcanic; membru în Board-ul directorilor Institutului Est Vest din New York. Este membru al Board-ului internațional al Fundației Memorialul victimelor comunismului din Washington.
În perioada 2004–2007 a fost membru al Înaltului Consiliu al Francofoniei.
Din 2006 este membru în Board-ul internațional al Centrului Internațional pentru Tranziție Democratică din Budapesta și membru al Academiei Mondiale de Știință și Artă din Statele Unite ale Americii. Din 2007 este membru al Celulei de reflecție a Organizației Internaționale a Francofoniei.
A fost președintele comisiei internaționale de monitorizare a alegerilor parlamentare din Senegal (2001) și prezidențiale (2007).
În 2006 devine membru fondator al Fundației Generația Europeană și lansează proiectul Forumul Generația Europeană XXI, care are ca scop formarea unei noi elite profesionale și morale românești și realizarea enciclopediei România 2007 – Starea națiunii. Din 2007 co-chairman al World Justice Project iar din 2008 unul din directorii WSJ .
Împreună cu Aleksander Kwaśniewski, președintele Poloniei (1995–2005) și foștii miniștri de externe din țările Europei Centrale și Baltice a inițiat Task Force for Belarus .
În 2008, împreună cu Jerzy Buzek, prim ministru al Poloniei (1997–2001), Mart Laar, prim ministru al Estoniei (1992–1994, 1999–2002) și Viktor Orbán, fost prim- ministru al Ungariei (1998–2002) contribuie la
constituirea ACT (Advisors on Cuban Transition). Din 2009 este invitat permanent și speaker la Oslo Freedom Forum..
Din 2009 este membru în Board-ul Institutului pentru Diplomație Culturală (ICD) din Berlin iar din 2011 este președintele Academiei de Diplomație Culturală din Berlin . Din 2010 este membru în Comitetul Director Internațional al
Habitat for Humanity, una dintre cele mai mari organizații umanitare din lume, fondată de președintele Jimmy Carter. Din 2010 fellow al Academiei Mondiale de Artă și Știință . În 2011 este ales în Board of Trustees WAAS.
A fost invitat să facă parte din juriile care acordă importante premii internaționale: premiul european Coudenhove – Kalergi , Premiul Lech Walesa, Gdansk, Premiul Vaclav Havel pentru Disidență Creativă, Oslo Freedom Forum, Tesla Memorial Price, Global Round Table, Brusseles.
Din 2013 este membru în Board-ul Internațional Nizami Ganjavi International Center. Din 2014 este membru in Board of Directors al World University Consortium.
În iulie 2023, Constantinescu a criticat decidenții pentru lipsa de strategie pe termen lung și a unei viziuni proprii asupra viitorului țării.
După decesul președintelui Ion Iliescu, în 2025, Emil Constantinescu a devenit cel mai longeviv șef de stat al României în viață.

## Decorații și premii
Decorații
- 1999: 
  - Ordinul Sfântul Olaf în grad de Mare Cruce (Norvegia)
  - Ordinul Național de Merit al Republicii Austiece Great -Groß-Stern
- 2000: 
  - Ordinul Elefantului (Danemarca)
  - Ordinul „Sfântul Michael și Sfântul Gheorghe” în Grad de Mare Cruce, Regatul Unit al Marii Britanii și Irlandei de Nord (8 februarie 2000)
  - Marele Ordin al Regelui Tomislav ("Pentru contribuții remarcabile la promovarea prieteniei și a dezvoltării relațiilor de cooperare dintre România și Republica Croația."– 16 iunie 2000)
  - Ordinul Crucii Duble Albe, Clasa I (Slovacia)
  - Ordinul Dannebrog (Danemarca)
- 2012:
  - Emblema de Onoare a Armatei României[19]

Premii
- Omul European de Stat al Anului 1998, distincție conferintă de Institutul East- West, New York, SUA.
- Premiul pentru democrație al Centrului Democratic din Washington (1998).
- Premiul Asociației Barourilor Americane pentru merite excepționale în promovarea statului de drept (Atlanta, 1999).
- Premiul Aristide Calvani pentru pace, democrație și dezvoltare umană, (Paris 1999).
- Premiul European Coudenhove-Kalergi pentru contribuția la dezvoltarea Europei și libera circulație a ideilor, (Berna, 2000).
- Premiul Gusi pentru Pace, Manila, Filipine, 27 noiembrie 2013.
- Trofeul “Pace prin Cultură și Educație” decernat la Berlin “pentru realizări excepționale obținute de-a lungul întregii vieți”, 19 decembrie 2013.

Organizatii
- președinte al Consiliului Național al Rectorilor din România (1992–1996);
- membru al Comitetului permanent al Asociației Universităților Europene – CRE (1992–1993; 1994–1998);
- membru al Asociației Internaționale a Președinților de Universități – IAUP (1994–1996).

## Cărți
Autor a 12 cărți și a peste 60 de studii în domeniul geologiei, publicate în reviste științifice de prestigiu din țară și din străinătate. Membru de onoare și membru ales al Societăților geologice și mineralogice din Marea Britanie, Germania, SUA, Grecia, Japonia; al Societății de Geografie din Franța și al Societății National Geographic din SUA. A ținut conferințe la Universitățile Tübingen, Oxford, Standfort, Harvard, Berkeley, Columbia – New York, Georgetown – Washington, Indiana – Bloomington, Rio de Janeiro, Sydney, Praga, Turku, Cairo, Lublin. Distins cu Premiul Academiei Române pentru contribuții științifice în domeniul geologiei (1980); Palmas Academicas, conferită de Academia Braziliană de Litere, Rio de Janeiro (2000); medalii de aur și onorifice ale Universității Comenius din Bratislava; Universității Caroline din Praga și Universității din Sao Paolo; Medalia Arthur Bertrand, acordată de Academia de Științe, Institut de France; medalii conferite de Institutul Național de Științe și Arte din Franța, Universitatea Paris–Sorbonne și Universitatea din Amsterdam. Doctor Honoris Causa al Universităților din Liège, Atena, Montréal, New Delhi, Beijing, Bilkent – Ankara, Sofia, Maribor, Chișinău, Bangkok, Astana și al Ecole Normale Supérieure – Paris.

### Mineralogie
- Resursele minerale ale României, coordonatori: Emil Constantinescu și Nicolae Anastasiu, serie de trei volume, Editura Academiei Române, București, vol. I (2015), vol. II (2017), vol. III in pregătire
- Mineralogy in the System of Earth Sciences, colecție de articole. Imperial College Press, Londra, 2000, 384 p., ISBN 978-1860942211
- Mineralogeneza skarnelor de la Sasca Montana, Editura Academiei Republicii Socialiste România, București, 1980, 170 p.
- Determinarea mineralelor opace și transparente, Editura Universitatii București, 1979, 183 p.
- Mineralogie. Tratat, Editura Didactica, București, 1979, 927 p., coautori Virgil Ianovici, Victoria Știopol
- Principii de clasificare și sistematizare a mineralelor, Editura Universității București, 1979, 120 p., coautor Victoria Știopol
- Minereuri rare, Editura Grand, București,1999, 316 p., coautor Matei L.
- Mineralogie determinativă, Editura Universității București, 1996, 550 p., coautor Lucian Matei
- Cristalografie - Mineralogie, București, Editura Universității București, 1990, coautori Călin Fabian, L. Ștefan
- Proprietățile fizice și chimismul mineralelor, Editura Universității București, 1983, 223 p., coautori Virgil Ianovici, Victoria Știopol
- Metode de analiză fizică a mineralelor si rocilor, București, Editura Universității București, 1986, coautori Lucian Matei, Anghel Cioran, Constantin Crăciun
- Manualul inginerului de mine, capitolul Cristalografie și mineralogie, Editura Tehnică, București, 1984.

### Științe umaniste
- Păcatul originar, sacrificiul fondator. Revoluția din '89 așa cum a fost, Editura Minerva, București, 2009
- Adevărul despre România (1989-2004), Editura Universalia, București, 2004
- Tetralogia Timpul dărâmării, timpul zidirii
  - Volumul I: Cele două fețe ale zidului, București, Editurile Universalia, 2002, 685 p.
  - Volumul II: Pietre de încercare, București, Editurile Universalia, 2002, 900 p.
  - Volumul III: Lumea în care trăim, București, Editurile Universalia, 2002, 914 p.
  - Volumul IV: Cărțile schimbării, București, Editurile Universalia, 2002, 740 p.